# Pabstiella fragae
Pabstiella fragae är en orkidéart som först beskrevs av L.Kollmann och A.P.Fontana, och fick sitt nu gällande namn av L.Kollmann. Pabstiella fragae ingår i släktet Pabstiella och familjen orkidéer. Inga underarter finns listade i Catalogue of Life.